# Casio-9860G-Serie

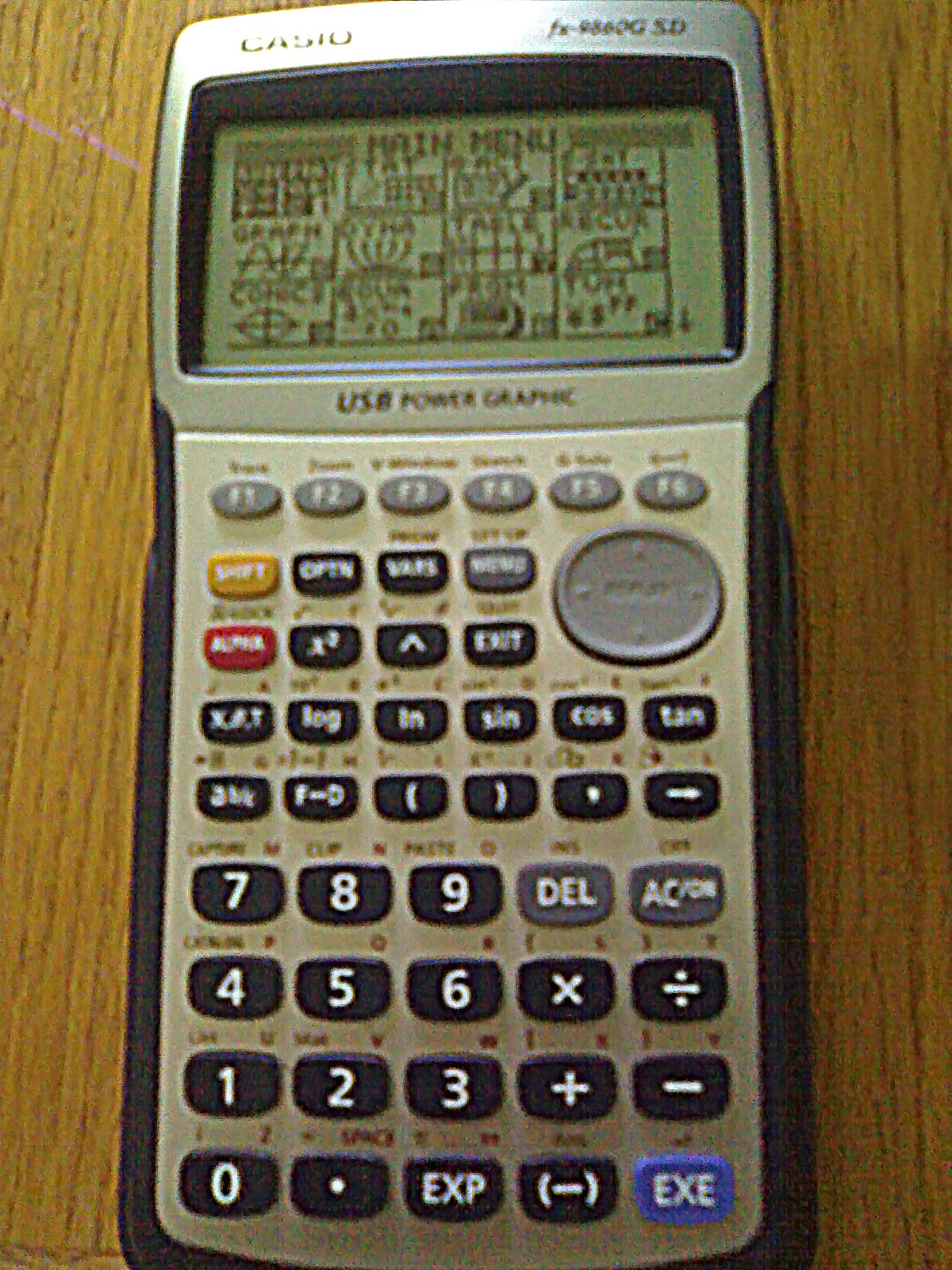
Der Casio fx-9860G (SD-Version)

Der 9860G ist ein grafikfähiger Taschenrechner der Marke Casio. Im Unterschied zu seinen Vorgängern hat er einen USB-Anschluss zum Datenaustausch, einen Flash-Speicher, ein erweiterbares Betriebssystem und einen LC-Bildschirm mit erhöhtem Kontrast.

## Versionen
Es gibt verschiedene Versionen des fx-9860G: die Standardversion, die SD-Version sowie die AU- und die Slim-Version:
- Die AU-Version beschränkt die Größe des integrierten Flash-Speichers auf 800 KiB, um den australischen Schulgesetzen zu entsprechen.
- Die SD-Version bietet einen Steckplatz für SD-Speicherkarten zur Erweiterung des internen Speichers um bis zu zwei Gigabyte.
- Die Slim-Version (deutsch: schlanke Version) hat eine beleuchtete Anzeige, eine eingebaute Hilfefunktion und ist durch ihre aufklappbare Bauweise wesentlich kleiner als die anderen Versionen.

### Casio fx-9860GII

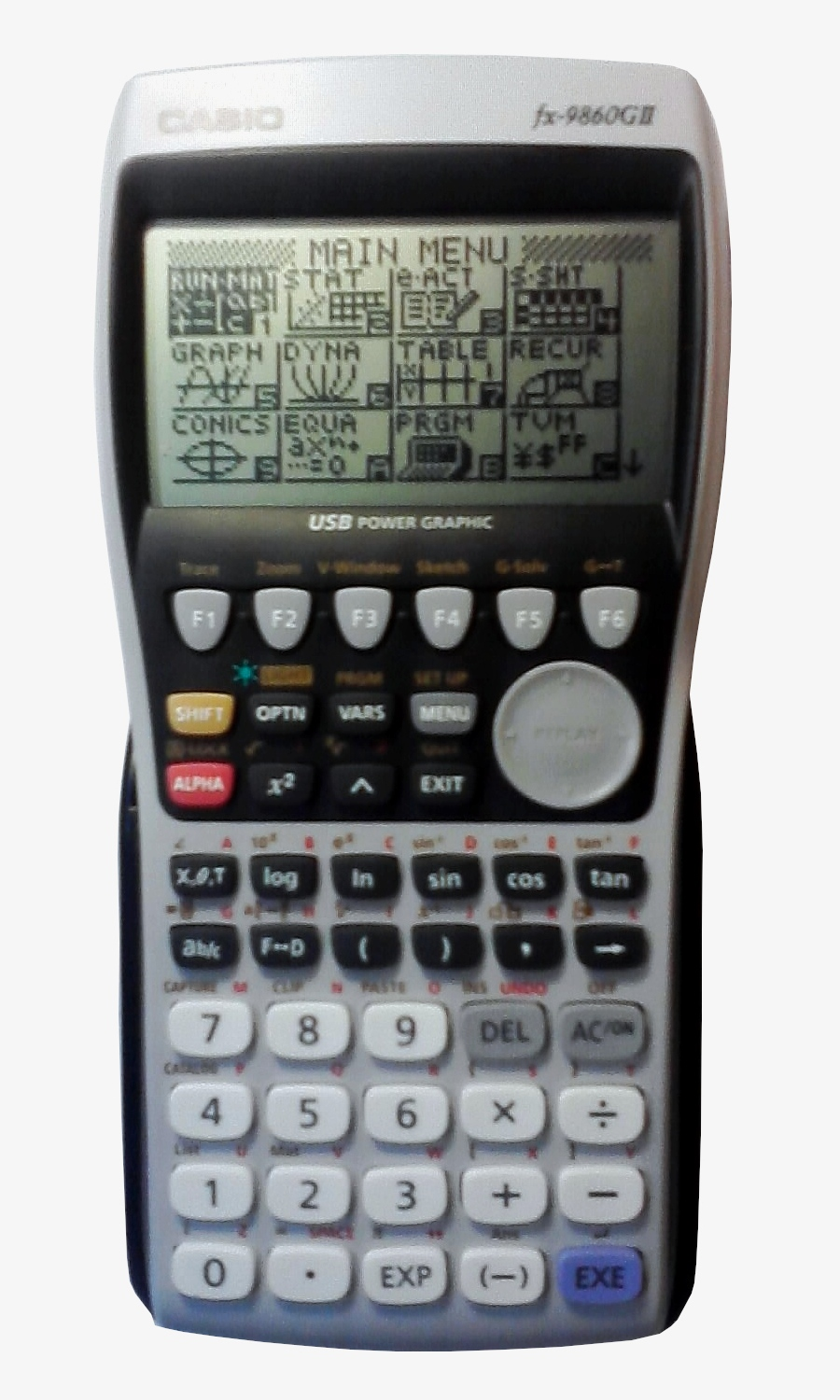
Casio fx-9860GII (Standardversion)

Seit Mai 2009 sind die neuen Versionen des fx-9860G erhältlich: Der fx-9860GII (wahlweise auch als SD-Version) bietet eine vereinfachte Benutzeroberfläche und eine beleuchtete Anzeige. Sie unterstützen mehr mathematische Funktionen und werden mit einer vorinstallierten Geometrie-Applikation geliefert.

## Programmierung
Die Taschenrechner können auf unterschiedlichen Wegen programmiert werden. Der fx-9860G unterstützt die Programmiersprache CASIO BASIC.
Die andere Methode ist, ein „Add-In“ zu erstellen, also binäre Programme, die direkt auf dem Rechnerprozessor ausgeführt werden. Casio hat zwei offizielle Add-Ins, Geometrie und PHYSIUM, veröffentlicht. Mit dem Geometrie-Addin kann man geometrische Formen zeichnen und konstruieren lassen und geometrische Größen, von den selbst gezeichneten Konstruktionen, errechnen und messen lassen. Mit dem PHYSIUM-Addin kann man das Periodensystem der chemischen Elemente einsehen sowie viele fundamentale physikalische Konstanten anzeigen lassen.
Im Jahr 2007 veröffentlichte Casio ein SDK, das Anwendern ermöglicht, eigene Add-Ins zu schreiben. Diese werden jedoch nicht vom Casio-Kundendienst unterstützt. Add-Ins und das SDK stehen für registrierte Nutzer auf der Casio-Website zur Verfügung.